# Kojen-Schichtkamm
Der Kojen-Schichtkamm ist eine Kette aus drei langgezogenen Bergrücken mit einer maximalen Höhe von 1391 m ü. NN am Nordrand der Allgäuer Alpen. Er ist das westliche Segment des durch den Ausfluss der Weißach unterbrochenen Prodel-Kojen-Schichtkammes, des nördlichsten der drei Allgäuer Nagelfluh-Schichtkämme, und liegt zu etwa gleichen Teilen in Vorarlberg/Österreich und in Bayern/Deutschland.

## Geographie

Südostansicht vom Hochgrat aus

Obwohl über seine gesamte Breite weitgehend gleichmäßig hoch, ändert der Bergzug seinen Charakter aus südlicher Perspektive grundlegend: Im Westen ragt der breite Rücken des Kojen-Berges (im Bild perspektivisch stark verkürzt) mit 1300 m ü. NN nur moderat aus der Hochebene des Quellgebiets des Lanzenbachs heraus. Wesentlich deutlicher erhebt sich die Fluh über dem dort schon tiefer eingeschnittenen Tal des Lanzenbachs. Aus diesem Tal steht im Osten der Imberg sehr erhaben hervor, der zum Durchbruch der Weißach (Bregenzer Ach) hin steil über 500 m abfällt. Die Südflanken sind regelmäßig und wenig zerfurcht. Die ursprünglichen Wälder sind zugunsten von Alpwirtschaften zum großen Teil gerodet.
Von Norden aus betrachtet wird der Kojen-Schichtkamm vom westlichen Teil der dahinter liegenden Hochgratkette überragt. Das Gelände ist aufgrund der geologischen Strukturierung weit unregelmäßiger und weist Hochebenen, Hügel und tiefe Einschnitte (Tobel) auf. Die Nordflanken bilden den Abschluss des Nagelfluhgebiets und erstrecken sich über eine Höhe von 650 m am Imberg bis 750 m am Kojen, dessen westlicher Ausläufer sehr gemächlich nach Krumbach hin ausläuft. Während die Gipfelregionen und die steileren Flurstücke weitgehend geschlossen bewaldet bleiben, wurden die ebenen Gebiete und gemäßigte Hanglagen größtenteils gerodet und werden landwirtschaftlich genutzt.

## Geologie

Blick von Riefensberg zum Kojenstein

Wegen des selten deutlichen Aufschlusses, den der Kojenstein über die Zusammensetzung seiner geologischen Schicht gewährt, wurde die Ablagerungsphase von den Geologen Kojenschicht genannt. Es handelt sich dabei um eine Schicht der Unteren Süßwassermolasse und erstreckt sich räumlich über das gesamte Allgäuer Voralpenland, bedeutend vor allem im Teil westlich der Iller.
Die Kojenschicht wird untergliedert durch die Hauchenbergschicht (nach dem Hauchenberg); zusammen bilden sie die oberste Schicht der Unteren Süßwassermolasse und überdecken die Steigbach- und die Weißachschichten, die in den jeweiligen Flusstälern zu Tage treten. Die Ära der Ablagerung der Kojenschicht war zum Beginn des Jungtertiärs, dem Aquitanium im Untermiozän und damit vor 23 bis 21 Millionen Jahren.
Siehe auch Geologie im Artikel Hochgratkette.

### Geotope
- Der Kojenstein ist ein einzelner, freistehender Grathärtling an der höchsten Stelle eines breit gezogenen Bergrückens.

- Die Schichtung des Nagelfluh-Plattensystems und der Einschnitt der Weißach wird in der Ostflanke des Imbergs sichtbar. Ein Wanderweg (Jägersteig) führt wie ein geologischer Exkursionspfad quer durch dieses steile Gelände.

## Berge
Vom Kojen-Schichtkamm sind drei Berge namentlich bekannt, von denen indes nur zwei eine gewisse Eigenständigkeit aufweisen.

### Imberg
Der bekannte Ski- und Ferienort Steibis liegt auf einer Hochebene des Nordhangs des 1325 m ü. NHN erreichenden Imbergs im Nordosten des Kojen-Schichtkamms. Dieser liegt im Vergleich zur weiteren Kammlinie etwas nach Süden versetzt.

### Fluh
Die Fluh ist mit 1391 m der Hauptberg der Gebirgsgruppe und steht auch in ihrem Zentrum. Sie wird auf ihren nordseitigen Hochebenen und moderaten Hängen von den Weilern Hagspiel und Schindelberg und im Tal von Aach, Krebs und Steinebach, sowie von zahlreichen Einzelanwesen besiedelt.

### Kojen-Berg

Absprungrampe der Drachenflieger der 1970er-Jahre

Ohne nennenswerte Scharte, jedoch durch die Staatsgrenze zwischen Bayern und Vorarlberg getrennt, die über eine Strecke von etwa 500 m auch über den Kamm verläuft, geht die Fluh nach Südwesten in den gratartigen Kojen über, der noch um 1300 m erreicht. Vollständig auf seiner Nordflanke befindet sich die vorarlbergische Gemeinde Riefensberg. Der Westhang trägt Teile der Gemeinde Krumbach; deren Kernort liegt jedoch auf einer Höhe von durchschnittlich nur 732 m jenseits des Tals der Bolgenach, welches den Höhenzug nach Südwesten begrenzt.
Nach Thaddäus Steiner leitet sich der Name von einem ehemaligen Älpele namens Keyen auf der Nordseite in einem Riefensberger Gemeindeteil ab.
Etwa 50 m östlich des Kojen-Steins befand sich eine Absprungvorrichtung für den in den 1970er-Jahren beliebten Drachenflugsport und war auf Grund der verhältnismäßig guten Zugänglichkeit von Süden her weithin attraktiv für Könner. Für die mittlerweile aktuellen Gleitschirme bietet das Gelände nicht die notwendigen Voraussetzungen.